# イミダゾリジン
イミダゾリジン(Imidazolidine)は、化学式(CH2)2(NH)2CH2の複素環式化合物である。置換のないイミダゾリジンはあまり研究されていないが、1つまたは2つの窒素原子に置換のある誘導体はより一般的である。一般的に、これらは、無色、極性、塩基性の化合物である。アミナールの環状五員環と見ることもできる。

## 生成
伝統的に、1,2-ジアミンとアルデヒドの縮合反応で作られてきた。1つまたは2つの窒素原子がアルキル基またはベンジル基で置換されていることが多い。
(CH2NBn)2  +  PhCHO   →   (CH2NBn)2C(H)Ph  +  H2O
置換のないイミダゾリジンの最初の合成は、1952年に報告された。

## 反応
置換のないイミダゾリジンは、しばしば不安定である。環は加水分解を受けやすく、ジアミンとアルデヒドに戻る。
2つの窒素原子の間の炭素原子から水素原子を2つ取り去ると、カルベンジヒドロイミダゾール-2-イリデンが生成する。後者の誘導体は、安定カルベンの重要な分類の1つである。

## イミダゾール誘導体複素環との関係
ジアミンに分類され、イミダゾールに4つの水素原子を付加することで得られる。2つの水素原子が付加した中間体は、イミダゾリンと呼ばれる。イミダゾリジンと関連化合物の関係は、以下の図に示される。

Structure relationship of imidazole and its reduced derivatives.